# Безликий демон
«Безликий демон» (англ. Fiend Without a Face) — научно-фантастический фильм ужасов режиссёра Артура Крэбтри, снятый в 1958 году. В основу положен рассказ Амелии Рейнольдс Лонг, опубликованный в 1930 году в журнале Weird Tales.

## Сюжет
Холодная война. Американцы на базе в Канаде испытывают оборудование, которое позволит им следить за территорией СССР. Для создания большой мощности рядом с небольшим городком Уинтроп в провинции Манитоба создана атомная электростанция, что вызывает негативную реакцию у жителей, равно как им не по душе и полёты реактивных самолётов. Вдобавок среди жителей города начинают происходить странные смертельные случаи. При вскрытии у трупов отсутствует головной и спинной мозг.
За расследование дела берётся майор Джефф Каммингс. Он выясняет, что проживающий в городке профессор Уолгейт занимается экспериментами с телепатией. Прижатый к стене учёный сознаётся, что первые результаты его исследований были обнадёживающими, однако для дальнейшего ему требовалась бо́льшая мощность. Однако в итоге в наш мир проникли невидимые мозгогрызы. Впрочем, при увеличении мощности выхода электричества на станции эти существа стали видимыми — они состоят из подобия головного мозга с глазами на стебельниках и туловища, напоминающего позвоночники. Существа могут высоко прыгать, но вполне благополучно уничтожаются холодным и огнестрельным оружием.
Бравый майор находит способ справиться с пришельцами — он взрывает пульт управления на станции, в итоге существа погибают. А Каммингс получает приз в виде очаровательной Барбары Гризель, помощницы профессора. Сам же учёный погибает, отвлекая монстров от майора.

## Актёры
- Маршалл Томпсон — майор Джефф Каммингс
- Кинастон Ривз — профессор Р. Е. Уолгейт
- Майкл Бальфур — сержант Каспер
- Ким Паркер — Барбара Гризель
- Стенли Мэкстед — полковник Батлер
- Джил Винфилд — доктор Уоррен
- Шейн Корделл — медсестра
- Терри Килбёрн — капитан Эл Честер
- Джеймс Дайенфорт — майор Уокинс
- Питер Мэдден — доктор Бредли
- Э. Керриган Прескотт — инженер на атомной станции
- Медоуз Уайт — Бен Адамс
- Лала Ллойд — Амелия Адамс
- Роберт Маккензи — констебль Говард Гиббонс